# Закарьянов, Болат Кабыкенович
Закарьянов Болат Кабыкенович (род. 31 августа 1963, Целиноград, СССР) — российский государственный деятель и бизнесмен. Начальник Главного управления общественного питания Управления делами президента РФ. Причастен к строительству «дворца Путина» под Геленджиком.

## Биография
В советское время Болат Закарьянов была комсомольским работником. В 1992 году стал генеральным директором санатория «Красная Талка» в Геленджике, возглавлял его до 2001 года. После ухода с поста гендиректора «Красной Талки» стал депутатом геленджикской городской думы и заместителем главы Геленджика по вопросам экономики и развитию курорта. В 2005 году Болат Закарьянов возглавил ФГАУ «Дом отдыха Туапсе» управделами президента РФ, который арендовал землю возле села Прасковеевка, где теперь находится «дворец Путина». В этой должности Закарьянов работал до августа 2007 года. В 2008 году стал спикером городской думы Геленджика.
В 2012 году Болат Закарьянов был генеральным директором компании «Инвестстрой», которая принадлежала Татьяне Кузнецовой, супруге экс-начальника войсковой части № 1473 ФСО Олега Кузнецова. Эта войсковая часть и была заказчиком строительства «дворца Путина». В 2014 году Болата Закарьянова назначили генеральным директором государственного оздоровительного комплекса «Рублёво-Успенский». В 2016 году Владимир Путин назначил Закарьянова главой главного управления общественного питания управления делами президента.

## Семья
Отец — Кабыкен Кажыбаевич Закарьянов, казахстанский государственный и общественный деятель.
У Болата Закарьянова есть братья — Тулеген и Абай. Тулеген Закарьянов с 2008 по 2019 год занимал различные государственные посты в Республике Казахстан. Абай Закарьянов — предприниматель, живёт и работает в Москве.
Жена Болата Закарьянова — Светлана Закарьянова. Является учредителем ряда коммерческих структур, входит в состав совета директоров санатория «Красная Талка».
Дети — дочери Дана, Алина и сын Тимур Закарьянов.

## Скандалы, обвинения в коррупции
В 2015 году политик Алексей Навальный писал в своём блоге о том, что Болат Закарьянов входил в состав совета директоров санатория «Красная Талка» и незаконно совмещаел госслужбу с «управлением частной гостиницей».
В декабре 2017 года в СМИ писали о том, что на территории охотугодий «Восток-Запад» сотрудники Росгвардии во время анти-браконьерского рейда обнаружили троих чиновников и убитого ими кабана. У чиновников при себе не было ни разрешения на добычу кабана, ни путевки охотхозяйства. Охотились на кабана недалеко от «дворца Путина» Болат Закарьянов, руководитель местного «Росприроднадзора» Роман Молдованов и начальник Управления по охране животных минприроды Краснодарского края Андрей Колосков. Директором охотугодий «Восток-Запад» является сын Болата Закарьянова — Тимур Закарьянов. Общественная организация «Экологическая Вахта по Северному Кавказу» сообщала, что Андрей Колосков оказывал давление на своих подчиненных в связи с публикациями о браконьерстве.
После обращения «ЭкоВахты» в министерство природных ресурсов Краснодарского края из-за участия чиновников ведомства в браконьерской охоте Роман Молдованов и Андрей Колосков написали заявление о клевете и ложном доносе на заместителя координатора организации Дмитрия Шевченко. В своих пояснениях чиновники рассказали, что действительно охотились на кабана в охотугодьях «Восток-Запад» 9 декабря 2017 года, но у них имелись все необходимые разрешения и путевка охотугодий. Разрешение на добычу кабана, по их словам, им выдал лично директор компании «Восток-Запад» Тимур Закарьянов.
В фильме «Дворец для Путина. История самой большой взятки» Алексей Навальный утверждает, что за «хранение путинских секретов» на сына Болата Закарьянова был оформлен 1000-метровый дом на набережной Геленджика по соседству с домами Татьяной Кузгнецовой, тестя главы управделами президента Александра Колпакова и архитектора «дворца Путина» Ланфранко Чирилло.
В 2022 году СМИ писали, что жене сына Болата Закарьянова, Кристине Закарьяновой, принадлежала часть акционерного общества «Аргумент», которое владеет самой дорогой яхтой Владимира Путина — Graceful. Другими учредителями фирмы являются глава управделами президента Александр Колпаков и экс-начальник войсковой части ФСО, участвовавшей в строительстве «дворца Путина» Олег Кузнецов.